# Friedrich Wernicke (Bergingenieur)
Friedrich Alfred Otto Wernicke (* 6. Mai 1902 in Böhrigen; † 27. Februar 1982 in Baden-Baden) war ein deutscher Bergingenieur und von 1940 bis 1945 Berghauptmann in Sachsen.

## Leben
Wernicke war ein Sohn des Postmeisters und Amtsvorstandes Friedrich August Wernicke (1866–1939) und seiner Ehefrau Maria geb. Straube. Nach dem Ende des Ersten Weltkrieges sah Wernicke, wie auch seine spätere Frau, seine politische Heimstatt in der völkischen Bewegung. Nach Ablegung der Reifeprüfung in Chemnitz nahm er ein Praktikum im Bergbau auf und ließ sich am 18. März 1921 für ein Studium an der Bergakademie Freiberg einschreiben. Infolge eines am 21. Juni 1921 auf dem Vertrauenschacht des Erzgebirgischen Steinkohlen-Actien-Vereins in Schedewitz erlittenen Arbeitsunfalls musste er das Studium mehrfach unterbrechen. 1925/26 entstand seine Preisarbeit über die Beziehungen zwischen Erzverteilung und sonstigen geologischen Verhältnissen auf Erzlagerstätten. Am 27. August 1928 beendete Wernicke sein Studium als Diplombergingenieur. Nachfolgend erlangte er einen bedeutenden Ruf als Lagerstättenkundler. Im Auftrage der Bergwerksgesellschaft Georg von Giesches Erben untersuchte Wernicke 1929 Lagerstätten in Bosnien, Altserbien, Nordmazedonien und Bulgarien. Dabei zog er sich eine Entzündung des seit dem Unfall von 1921 geschädigten linken Knies zu. 1930 musste Wernicke seine praktische Bergbautätigkeit wegen einer Knieversteifung aufgeben.
Am 1. März 1931 erhielt Wernicke eine befristete Anstellung als technisch-wissenschaftlicher Hilfsarbeiter beim Sächsischen Geologischen Landesamt. Seit dieser Zeit war er für vier Semester als Gasthörer an der Universität Leipzig in den Fächern Geologie, Mineralogie und Petrographie eingeschrieben. Im selben Jahre trat er in die NSDAP ein. Ebenfalls 1931 veröffentlichte Wernicke die Ergebnisse seiner Untersuchungsarbeiten über die Erze der Deutsch-Bleischarley-Grube bei Beuthen in Oberschlesien. Weiterhin untersuchte er die Steinkohlenvorkommen in Westsachsen, Lagerstätten von Steinen und Erden und beschäftigte sich mit der Wiedernutzbarmachung der Erzlagerstätten im Erzgebirge. Am 8. Mai 1933 wurde Wernicke mit der Arbeit Die primäre Erzverteilung in Abhängigkeit von den Bildungsvorgängen und den geologischen Verhältnissen des Lagerstättengebirges promoviert. 1933 besuchte er den Internationalen Geologenkongreß in Washington. Am 1. November 1933 wurde Wernicke Sektionsgeologe beim Sächsischen Geologischen Landesamt. Später übernahm er die Leitung der nach seinen Plänen geschaffenen Abteilung für Lagerstättengeologie. Nach der Machtübernahme durch die Nationalsozialisten bekleidete Wernicke die Funktionen des Gauhauptstellenleiters bei der Gauleitung Sachsen und eines Gaufachgruppenleiters im Nationalsozialistischen Bund Deutscher Technik, Fachgruppe Berg- und Hüttenwesen. Sein Wohnsitz war Markkleeberg-Großstädteln.
Am 28. April 1935 heiratete Wernicke Hildegard Ernst, eine Tochter des Oberregierungs- und Baurates Ernst aus Kassel. Im selben Jahre errichtete die Familie in Langebrück ein Wohnhaus. 1936 wurde die erste Tochter Uta Margarete geboren. Am 23. Februar 1935 legte Wernicke die Assessorprüfung ab. Am 20. Mai 1935 erhielt er eine Anstellung als Sachbearbeiter in der Abteilung Berg- und Hüttenwesen beim Sächsischen Ministerium für Wirtschaft und Arbeit und übernahm zum 1. November 1936 die Leitung der Abteilung. Am 9. November 1936 erhielt er den Titel Regierungsbergrat und am 28. Januar 1939 wurde er zum Oberregierungsbergrat ernannt. Nach Wernickes Plänen wurde in dieser Zeit der Erzbergbau in Sachsen wiederaufgenommen und in Freiberg wieder eine Bergschule eingerichtet. Zugleich förderte er die Untersuchung der Braunkohlenvorkommen und die Errichtung von Braunkohlekraftwerken sowie den Bau einer Zinnhütte in Freiberg.
Die nach dem Münchner Abkommen von 1938 erfolgte Angliederung der sudetendeutschen Bergamtsbezirke Karlsbad, Komotau, Brüx und Teplitz sowie des thüringischen Bergamtes Altenburg an das Oberbergamt Freiberg geht ebenfalls auf Wernicke zurück. Das Sächsische Geologische Landesamt gliederte er aus der Landesverwaltung aus und schloss es als Zweiganstalt der Reichsstelle für Bodenforschung an. Zugleich unterstellte er die Bergakademie direkt dem Ministerium für Volksbildung. Die von ihm eingerichtete Lagerstätten-Forschungsstelle bildete zusammen mit der Bergwirtschaftsstelle unter dem Dach des Oberbergamtes die wichtigste Grundlage zur Entwicklung und Förderung aller Bergbauzweige.
Nach der Emeritierung des Berghauptmanns Hermann Nieß wurde Wernicke am 4. Oktober 1939 zugleich als kommissarischer Leiter des Oberbergamtes Freiberg eingesetzt, wo er eine Dienstwohnung erhielt. Als Nachfolger von Nieß wurde Wernicke am 2. Dezember 1940 in Freiberg zum Berghauptmann ernannt. Zugleich fungierte er als Aufsichtsratsvorsitzender aller landeseigenen Bergwerksgesellschaften, darunter der Sachsenerz Bergwerks AG.
Anfang Mai 1945 floh Wernicke vor der Roten Armee aus Freiberg. Bevor er mit seiner Frau nach Kassel weiterreiste, verbarg er seine mitgenommenen persönlichen und dienstlichen Unterlagen in den Räumlichkeiten der evangelischen Kirchgemeinde Großstädteln. In Westdeutschland war er freiberuflich tätig, da ihm wegen seiner aktiven Mitgliedschaft in der NSDAP eine Anstellung im Staatsdienst verwehrt wurde. Er wirkte danach in Aachen als öffentlich bestellter und vereidigter Sachverständiger der Industrie- und Handelskammer. Weiterhin war er Berater für Bergbau und Hüttenbetrieb der Stolberger Zink AG. Wernicke schuf in dieser Zeit u. a. Expertisen über das Bergwerk Vereinigte Bastenberg und Dörnberg in Ramsbeck/Westf. sowie den Tagebauaufschluss Maubacher Bleiberg bei Düren.
Als persönlicher Gutachter Otto Wolff von Amerongens untersuchte Wernicke zwischen 1952 und 1955 Erzlagerstätten in Südwestafrika, Südafrika und Südrhodesien. Er leitete u. a. die Vorarbeiten für den Erwerb einer Chrom-Großlagerstätte in Transvaal durch eine Nachfolgegesellschaft der I. G. Farben. Die Regierung der Union von Burma berief ihn 1958 als General Mining Adviser, zugleich war er dort als UNO-Sachverständiger tätig. Dabei wurden die Steinkohlenwerke von Kalewa und die Bawdwin-Grube samt Aufbereitung und Hütte saniert.
Später wirkte Wernicke als vereidigter Sachverständiger, nach seinem Umzug nach Ebersteinburg vor allem für die IHK Baden-Baden.
Seit 1922 gehörte Wernicke der Gesellschaft Deutscher Metallhütten- und Bergleute (GDMB) an, wo er vor allem als Mitglied des Lagerstättenausschusses wirkte.

## Werke (Auswahl)
Wernicke ist der Verfasser von zwölf technisch-wissenschaftlichen Abhandlungen über deutsche Erzlagerstätten.
- Die primären Erzmineralien der Deutsch-Bleischarley-Grube bei Beuthen O.S. In: Preußische Geologische Landesanstalt (Hrsg.): Archiv für Lagerstättenforschung der Preußischen Geologischen Landesanstalt. Nr. 53. Vertriebsstelle der Preußischen Geologischen Landesanstalt, Berlin 1931, ISBN 3-510-96588-4 (124 S.).
- Die primäre Erzverteilung auf den Lagerstätten in Abhängigkeit von den Bildungsvorgängen und den geologischen Verhältnissen des Lagerstättengebirges. Würzburg 1933
- als Herausgeber: 400 Jahre Oberbergamt Freiberg. In: Zeitschrift f. d. Berg-, Hütten- u. Salinenwesen im Deutschen Reich, Ernst & Sohn, Berlin 1942